# Seth Lundy
Seth Xavier Lundy (Paulsboro, 2 de abril de 2000) é um jogador norte-americano de basquete profissional que atualmente joga no Atlanta Hawks da National Basketball Association (NBA) e com o College Park Skyhawks da G-League.
Ele jogou basquete universitário pelo Penn State e foi selecionado com a 46º escolha geral no Hawks.

## Início da vida e carreira no ensino médio
Lundy cresceu em Paulsboro, New Jersey e frequentou a Roman Catholic High School na Filadélfia, Pensilvânia. Ele teve médias de 16,4 pontos e 8,7 rebotes em seu terceiro ano. Lundy se comprometeu a jogar basquete universitário pela Penn State, recusando ofertas de Louisville, Marquette e Virginia Tech.

## Carreira universitária
Lundy teve média de 5,3 pontos durante sua temporada de calouro em Penn State. Ele teve médias de 10,1 pontos e 4,2 rebotes em 25 jogos, 15 como titular, em seu segundo ano. Após a temporada, Lundy entrou no portal de transferências da NCAA, mas acabou desistindo e retornou a Penn State. Ele foi titular em todos os 30 jogos da equipe durante sua terceira temporada com médias de 11,9 pontos e 4,9 rebotes, além de liderar a equipe com um total de 20 bloqueios. Lundy foi nomeado para a Equipe da Big Ten Conference em seu último ano com médias de 14,2 pontos e 6,3 rebotes. Após a temporada, ele se declarou para o draft da NBA de 2023, renunciando à sua elegibilidade universitária restante.

## Carreira profissional

### Atlanta Hawks (2023–Presente)
Lundy foi selecionado pelo Atlanta Hawks na segunda rodada do draft da NBA de 2023. Lundy e Jalen Pickett foram os primeiros dois companheiros de equipe de Penn State a serem selecionados no mesmo draft da NBA.
Em 6 de julho de 2023, Lundy assinou um contrato bidirecional com o Atlanta Hawks.
Em 15 de dezembro de 2023, Lundy fez sua estreia na NBA em uma vitória por 125–104 sobre o Toronto Raptors, marcando dois pontos.

## Estatísticas da carreira

### NBA

#### Temporada regular
| Ano     | Equipe  | PJ | PT | MPJ | AP   | 3P   | LL   | RT | AS | BR | TO | PPJ |
| ------- | ------- | -- | -- | --- | ---- | ---- | ---- | -- | -- | -- | -- | --- |
| 2023–24 | Atlanta | 9  | 0  | 5.8 | .235 | .231 | .750 | .8 | .0 | .0 | .0 | 1.6 |

### Universitário
| Ano      | Equipe     | PJ  | PT | MPJ  | AP   | 3P   | LL   | RT  | AS | BR  | TO | PPJ  |
| -------- | ---------- | --- | -- | ---- | ---- | ---- | ---- | --- | -- | --- | -- | ---- |
| 2019–20  | Penn State | 31  | 15 | 14.8 | .394 | .391 | .750 | 2.7 | .5 | .3  | .4 | 5.3  |
| 2020–21  | Penn State | 25  | 15 | 23.8 | .385 | .320 | .813 | 4.2 | .8 | .7  | .6 | 10.1 |
| 2021–22  | Penn State | 30  | 30 | 32.4 | .395 | .348 | .867 | 4.9 | .7 | 1.0 | .7 | 11.9 |
| 2022–23  | Penn State | 36  | 36 | 31.7 | .450 | .400 | .807 | 6.3 | .9 | .8  | .6 | 14.2 |
| Carreira | Carreira   | 122 | 96 | 25.6 | .405 | .364 | .809 | 4.5 | .7 | .7  | .5 | 10.3 |